# ياي جيانيانغ
ياي جيانيانغ (بالصينية: 叶剑英)، من مواليد 28 أبريل 1897، وتوفي بتاريخ 22 أكتوبر 1986، وهو قائد عسكري معروف في الصين الشعبية وأحد كبار القادة السياسيين الشيوعيين بجمهورية الصين الشعبية، عمل منصباً لوزير الدفاع الوطني الصيني خلال فترة منصبه الحكومي، كما خاض حرباً ضد فيتنام عام 1979م.

## وصلات خارجية
- ياي جيانيانغ على موقع الموسوعة البريطانية (الإنجليزية)
- ياي جيانيانغ على موقع مونزينجر (الألمانية)
- 叶剑英纪念馆 (صينية)
- 华南师范大学天河校区（原南方大学）内的叶剑英雕像 (صينية)